# Tim Prins
Tim Prins (ur. 3 sierpnia 2003 w Joure) – holenderski łyżwiarz szybki, dwukrotny medalista mistrzostw świata.

## Kariera
Podczas mistrzostw świata juniorów w Innsbrucku w 2022 zdobył złoto w biegu na 1500 m, srebro w wieloboju i biegu drużynowym oraz brąz w biegu na 500 m. Na rozgrywanych rok później mistrzostwach świata juniorów w Inzell wywalczył złoty medal w biegu drużynowym, srebrne w biegu na 1000 m i sprincie drużynowym oraz brązowe w biegu na 500 m i wieloboju.
Na mistrzostwach świata na dystansach w Calgary w 2024 zdobył srebrny medal w sprincie drużynowym. Wynik ten powtórzył na mistrzostwach świata na dystansach w Hamar rok później.